# Cercosaura oshaughnessyi
Cercosaura oshaughnessyi är en ödleart som beskrevs av  George Albert Boulenger 1885. Cercosaura oshaughnessyi ingår i släktet Cercosaura och familjen Gymnophthalmidae. Inga underarter finns listade i Catalogue of Life.